# Hahnenkamm
Hahnenkamm je název hory, ale také název sjezdu, který je považován za nejnáročnější sjezd vůbec. Nachází se v Rakousku nad městem Kitzbühel.

## Hora
Hora je vysoká 1712 metrů a z jejího vrcholu je každoročně startován sjezd. Od Prahy je vzdálen 420 kilometrů a je součástí areálu, se 170 kilometry sjezdovek tří úrovní a 55 kabinovými nebo sedačkovými lanovkami.

## Závod ve sjezdu
Slavný sjezd, který se jezdí od roku 1940 měří 3312 metrů a převýšení činí 860 metrů. Nejstrmější místo sjezdu má sklon 85 %. Nejvíce vítězství v tomto závodě má na kontě švýcarský lyžař Didier Cuche, který zde ve své kariéře dokázal triumfovat již pětkrát, z toho třikrát v řadě.

### Vítězové sjezdu

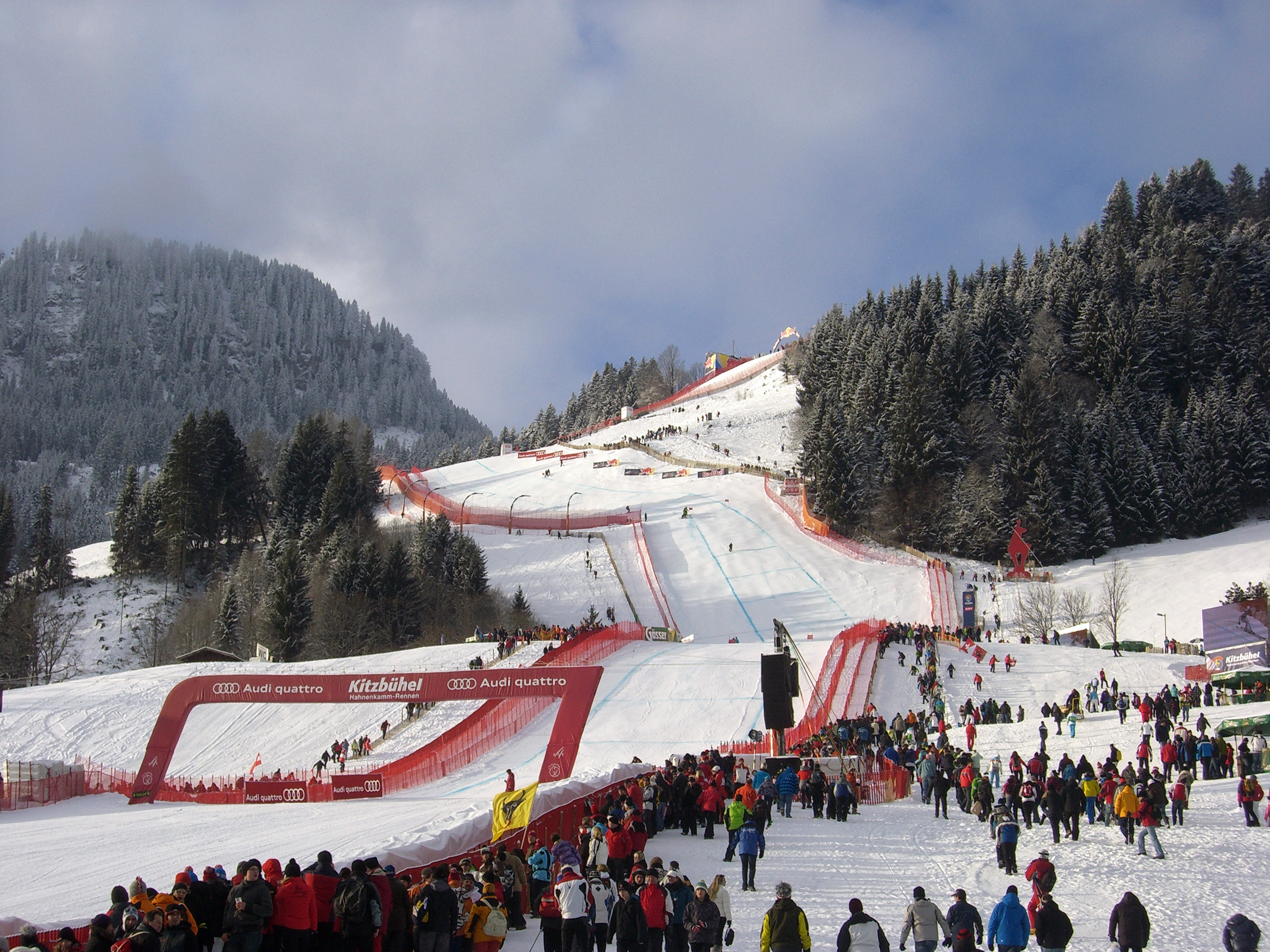
Cílový prostor hahnenkammské sjezdovky (rok 2011)

Seznam vítězů sjezdu na Hahnenkammu a jejich dosažené časy:

#### Ve Světovém poháru
- 2019 –  – Dominik Paris – 1:56,82
- 2018 –  – Thomas Dressen – 1:56,15
- 2017 –  – Dominik Paris – 1:55,01
- 2016 –  – Peter Fill – 1:52,37 – závod zkrácen z důvodu silného větru o 40 metrů na začátek Mausefalle
- 2015 –  – Kjetil Jansrud – 0:58,16 – závod zkrácen z důvodu nepříznivého počasí – 1,6 km
- 2014 –  – Hannes Reichelt – 2:03,38
- 2013 –  – Dominik Paris – 1:56,57
- 2012 –  – Didier Cuche – 1:13,28 – závod zkrácen z důvodu nepříznivého počasí
- 2011 –  – Didier Cuche – 1:57,72 [4]
- 2010 –  – Didier Cuche – 1:53,74 [5]
- 2009 –  – Didier Défago – 1:56,09 [6][7]
- 2008 –  – Didier Cuche – 1:52,75 - závod zkrácen z důvodu silného větru o 50 metrů na začátek Mausefalle [8]
- 2007 – závod se nekonal – absence sněhu, vyšší teplota [9]
- 2006 –  – Michael Walchhofer – 1:46,75[10]
- 2005 – závod se nekonal – sněžení/déšť – bezpečnostní důvod [11]
- 2004 –  – Stephan Eberharter – 1:55,48
  - druhý závod –  Lasse Kjus – 1:58,78
- 2003 –  – Daron Rahlves – 1:09,63 – zkrácen pro mlhu – 2,0 km [12]
- 2002 –  – Stephan Eberharter – 1:54,21
- 2001 –  – Hermann Maier – 1:56,84
- 2000 –  – Fritz Strobl – 1:46,54
- 1999 –  – Hans Knauss – 1:54,18
  - – druhý závod –  – Lasse Kjus – 2:14,13
- 1998 –  – Kristian Ghedina – 2:05,49
  - – druhý závod –  – Didier Cuche – 2:31,55 – (dvě zkrácená kola)[13]
- 1997 –  – Fritz Strobl – 1:51,58 – (rekordní čas závodu)
  - – druhý závod (Fri)  – Luc Alphand – 2:12,55
- 1996 –  – Günther Mader – 1:54,29
- 1995 –  – Luc Alphand – 1:40,97
  - – druhý závod (Pá) –  – Luc Alphand – 1:40,33
- 1994 –  – Patrick Ortlieb – 2:00,12
- 1993 – závod se nekonal – absence sněhu
- 1992 –  – Franz Heinzer – 1:56,63
  - druhý závod (Pá) –  – Franz Heinzer – 1:56,04
- 1991 –  – Franz Heinzer – 1:58,71
- 1990 –  – Atle Skårdal – 2:26,20
- 1989 –  – Daniel Mahrer – 1:58,42
  - – druhý závod (Pá) –  Marc Girardelli – 2:01,25
- 1988 – závod se nekonal
- 1987 –  – Pirmin Zurbriggen – 1:58,06
- 1986 –  – Peter Wirnsberger – 2:02,04
  - – druhý závod (Pá) –  – Peter Wirnsberger – 2:01,77
- 1985 –  – Pirmin Zurbriggen – 2:08,65
  - – druhý závod (Pá) –  – Pirmin Zurbriggen – 2:06,95
- 1984 –  – Franz Klammer – 2:02,82
- 1983 –  – Todd Brooker[14] – 2:01,96
  - – druhý závod (Pá) –  – Bruno Kernen – 2:06,68
- 1982 –  – Steve Podborski – 1:57,24
  - – druhý závod (Pá) –  – Harti Weirather – 1:57,20
- 1981 –  – Steve Podborski – 2:03,76
- 1980 –  – Ken Read – 2:04,93
- 1979 –  – Sepp Ferstl – 2:04,48
- 1978 –  – Josef Walcher a  Sepp Ferstl – 2:07,81
  - – druhý závod (Pá)  – Josef Walcher – 2:06,90
- 1977 –  – Franz Klammer – 2:09,71
- 1976 –  – Franz Klammer – 2:03,79
- 1975 –  – Franz Klammer – 2:03,22
- 1974 –  – Roland Collombin – 2:03,29
- 1973 –  – Roland Collombin – 2:13,32
- 1972 –  – Karl Schranz – 2:24,36
  - – druhý závod (Pá) –  – Karl Schranz – 2:23,70
- 1971 – závod se nekonal
- 1970 – závod se nekonal (místo něho obří slalom – 2 kola – 3:20,7) –  – Dumeng Giovanoli
- 1969 –  – Karl Schranz – 2:18,80
- 1968 –  – Gerhard Nenning – 2:14,49
- 1967 –  – Jean-Claude Killy – 2:11,82

#### Před vznikemSvětového poháru
- 1966 –  – Karl Schranz – 2:16,6
- 1965 –  – Ludwig Leitner – 2:30,8
- 1964 – závod se nekonal – absence sněhu
- 1963 –  – Egon Zimmerman – 2:20,7
- 1962 –  – Willi Forrer – 2:37,6
- 1961 –  – Guy Périllat – 2:29,2
- 1960 –  – Adrien Duvillard – 2:26,1
- 1959 –  – Buddy Werner – 2:33,4
- 1958 –  – Anderl Molterer – 2:40,7
- 1957 –  – Toni Sailer – 2:47,1
- 1956 –  – Toni Sailer – 2:57,8
- 1955 –  – Anderl Molterer – 2:46,2
- 1954 –  – Christian Pravda – 2:47,9
- 1953 –  – Bernhard Perren – 2:54,5 – 17. ledna
- 1952 – závod se nekonal
- 1951 –  – Christian Pravda – 3:04,9 – 7. února
- 1950 –  – Fritz Huber – 3:04,3 – 11. března
- 1949 –  – Egon Schöpf – 3:03,0 – 5. února
- 1948 –  – Helmut Lantschner – 3:16,33 – 13. března
- 1947 –  – Karl Feix – 3:36,0 – 7. března
- 1946 –  – Thaddäus Schwabl – 3:04,3 – 2. března
- 1945 – závod se nekonal
- 1944 – závod se nekonal
- 1943 – závod se nekonal
- 1942 – závod se nekonal
- 1941 – závod se nekonal
- 1940 – závod se nekonal
- 1939 – závod se nekonal
- 1938 – závod se nekonal
- 1937 –  – Thaddäus Schwabl – 3:53,1 – 19. března
- 1936 –  – Freidl Pfeifer – 5:03,2 – 7. března
- 1935 –  – Siegfried Engl – 4:38,8 – 23. března
- 1934 – závod se nekonal
- 1933 – závod se nekonal
- 1932 –  – Walter Prager – 7:56,4 – 19. března
- 1931 –  – Ferdl Friedensbacher – 4:34,2 – 28. března